# Campanya de Fars (1393)
La campanya de Fars són les operacions militars realitzades per Tamerlà i el seu exèrcit per la conquesta de Fars el 1393 que van suposar el final del muzaffàrides.

## Situació a Pèrsia
El 1388 Shah Yahya havia estat nomenat en la seva condició de cap de família muzaffàrida com a sultà a Fars i confirmat en el seu govern de Yadz per Timur; el seu fill gran Muhammad ibn Shah Yahya havia rebut el govern d'Esfahan; Ahmad ibn Shah Shuja fou confirmad a Kirman; Sultan Abu Ishaq va rebre Sirjan com a principat hereditari i Pahlawan Muhadib Khurasani fou confirmat en el seu govern d'Abarkuh com a principat hereditari; Shah Mansur, germà de Shah Yahya, governava al Khuzestan amb seu a Xuixtar i havia fet presoner a Zain al-Abidin, (fill de Shah Shuja) el fugitiu sultà de Fars i el retenia al castell de Kerikerd, a uns 20 km de Shushtar; però Zain al-Abidin fou alliberat per Ahmad Shah Turmetachi i el seu parent Mahmud Turmetachi i amb ells es va dirigir a Burudjird on el malik lur Izz al-Din Kerit el va escortar fins a Esfahan. El governador Muhammad ibn Shah Yahya es va retirar a la fortalesa i els notables majoritàriament van donar suport a Zain al-Abidin; al cap d'un mes de negociacions Muhammad ibn Shah Yahya, d'acord amb Muhammad Kurji, va sortir de la fortalesa i es va poder retirar a Yadz i Zain al-Din va quedar amo d'Esfahan.
Al mateix temps Shah Mansur va sortir de Xuixtar amb les seves forces (les propies i les de Zain al-Abidin que havien passat al seu servei) i es va dirigir a Siraz; els caps religiosos de la ciutat li van obrir la porta de Salem; Shah Yahya, gairebé sense exèrcit, va fugir a cavall per la porta de Sadet i Shah Mansur es va apoderar del govern i no va fer cap mal al seu germà fugitiu, ni tan sols el va fer perseguir (1389). Poc després va reagrupar l'exèrcit i va conquerir els castells de Bid (uns 25 km al sud d'Abarkuh), Sermak i Meruset; es va dirigir a Abarkuh on Pahlawan va resistir; Shah Mansur va desistir d'assetjar-la i va tornar a Shiraz.
Zain al-Abidin va considerar llavors (1389) que era el moment de recuperar el poder a Siraz i va reunir un petit exèrcit confiant que la major part dels amirs de Shah Mansur (que abans l'havien servit a ell) l'abandonarien; es va acostar a Siraz; Shah Mansur li va sortir a l'encontre i els dos exèrcits es van trobar a Istakhr, a l'est de Siraz, a l'anomenat Pont Nou; ningú va abandonar a Shah Mansur els soldats del qual van passar el riu nadant, van atacar a les forces de Zain al-Abidin i les van derrotar matant a la majoria; Zain al-Abidin va poder fugir cap a Esfahan. Pahlawan d'Abarkuh, alarmat per l'èxit de Shah Mansur, va buscar una aliança estreta amb Shah Yahya de Yadz, i aprofitant una visita de Shah Yahya a les muntanyes de Yadz, a només un dia de camí de Abarkuh, el va anar a trobar i van acordar aquesta aliança que van jurar ambdós solemnement. Després Shah Yahya va visitar Abarkuh. Però una vegada allí, sota pressió dels seus amirs i consellers, va violar el tractat, es va apoderar de Pahlawan i el va enviar al castell de Melus, a la frontera amb Yadz on fou executat (1389 o 1390). Llavors va establir una guarnició a Abarkuh i va nomenar governador a Muhammat Kurji, retornant després a Yadz.
Shah Mansur va anar a Abarkuh i va ocupar la ciutat; el governador es va retirar a la fortalesa. Shah Mansur va establir una guarnició a la població i va continuar cap a Yadz. Shah Yahya va enviar un correu a Muhammad Kurji ordenant-li sotmetre la fortalesa a Shah Mansur amb la condició de no atacar Yadz. Shah Mansur va interceptar el correu i va retornar cap a Abarkuh on va fer saber la ordre a Muhammad Kurji, que va acceptar lliurar la fortalesa. Llavors Shah Mansur va fortificar la població i la fortalesa però va deixar en pau a Yadz, marxant cap a Esfahan, el territori de la qual va assolar, retornant finalment a Siraz.
L'any següent (1390) va retornar a Esfahan i va repetir els saquejos; Zain al-Abidin per fer-hi front va buscar el suport del seus parents, el seu oncle Imad al-Din Sultan Ahmad ibn Shah Shuja de Kirman i el cosí Sultan Abu Ishaq de Sirjan, que van anar en ajut seu amb les seves tropes; Shah Yahya els va prometre acudir i va arribar a sortir de Yadz, però no va complir la promesa; els prínceps muzaffàrides es van col·ligar per intentar ajudar a Zain al-Abidin i a la primavera següent (1391) van dirigir les seves forces cap a Fars assolant diverses regions i especialment Kerbal. Shah Mansur va marxar contra ells i els va combatre a la plana de Fesa o Fasa a un lloc anomenat Juruz, els va derrotar i cada príncep va haver de tornar al seu país.
A la primavera següent (1392) Shah Mansur va tornar a marxar contra Esfahan i va acampar prop de la ciutat; va cridar a Malik Izz al-Din, el princep de Lur-i Kučik, per planejar una intriga, però quan el príncep fou a la tenda de Shah Mansur, els habitants d'Esfahan van acceptar de lliurar la ciutat. Zain al-Abidin va fugir cap al Khurasan via Rayy però prop d'aquesta ciutat (entre Veramin i Shahriyar) fou capturat pel governador de Rayy, Musa Jawkar, i entregat a Shah Mansur que el va fer cegar.
Apoderat d'Esfahan, dugué el seu exèrcit dos cops fins a les portes de Yadz; la primera vegada, després de devastar, va seguir cap al Kirman; la segona la mare de Shah Mansur i Shah Yahya va intervenir i va evitar la guerra i Mansur va retornar a Shiraz.
Així doncs quan Timur va marxar cap als dominis muzaffàrides el 1393, Shah Mansur dominava Khuzestan (Xuixtar), Esfahan, Abarkuh i Fars (Siraz). Timur es va apoderar de Xuixtar i del Khuzestan (vegeu Campanya del Khuzestan (1393)), però Shah Mansur encara conservava tot el Fars. Shah Yahya conservava Yadz on residia amb els seus dos fills. Sultan Ahmad governava a Kirman i Sultan Abu Ishaq a Sirjan.

## Campanya de Fars
Timur va sortir del Xuixtar el 25 de Rabi al-Akhir (Rabi al-Thani) del 795 (equivalent al 18 de març de 1393) i va avançar per Bahbahan cap a Siraz. Va avisar a Umar Xaikh que no anés a Xuixtar sinó que es reunís amb ell junt amb l'equipatge de l'exèrcit i les seves tropes. El 20 va travessar el riu Dudanke i el 22 va acampar al riu Shurukan Kende. El 23 va acampar a Ram-Hurmuz on l'atabek Pir Muhammad de Lur-i Buzurg va acudir per confirmar la submissió i oferir diversos regals; l'endemà al migdia va travessar el riu Ramhurmuz per acampar a l'altre costat. El 25 va acampar a la plana de Zohra; el 26 va passar per Kerdestan, va travessar el riu Abargun i va acampar a Behbehan o Bahbahan; el 27 va passar el riu Abshirin i va acampar a la plana de Lachter; l'endemà era a Kedge Hawas i va acampar al naixement del riu Kanbidak; el 29 de març va acampar a la població de Julala; el 30 va passar per Basht, va travessar el riu Abshod i va acampar a Malemir Shal; el darrer dia de març (31) va passar el riu Kavedan i va buscar informació de la fortalesa de Kala Sefid; d'alli va passar a Nawbanjan on va acampar.
L'1 d'abril de 1393 el seu exèrcit es va presentar davant de Kala Safid, una de les fortaleses mes considerables de l'Àsia, governada (els governadors de castells tenien el càrrec de kutwal, equivalent a castellà) per Mihtar Saadat (Saadat vol dir “afortunat”), en nom de Shah Mansur. La fortalesa estava dalt d'una muntanya amb un únic camí d'accés molt complicat i la resta amb parets escarpades; dalt de la muntanya hi havia una plana tota protegida per la mateixa pedra de la muntanya (pedra d'extraordinària duresa) de una llegua de llarg per una d'ample (al tomb de 5 x 5 km) i hi havia torrents i fonts, arbres fruiters, terres cultivades i tota mena d'animals tot el qual podia abastir a tota la gent que hi havia a la fortalesa; diverses edificacions per residir els prínceps estaven ben protegides del foc i les fletxes; el camí d'accés estava construït de tal manera que en diversos llocs tres homes podien aturar a milers. A mes amb el temps s'havia reforçat la seva protecció natural amb pedres, guix i cal allà on podia ser més exposada. Però res aturava a la gent de Timur; atacant durant tres dies finalment un dels oficials (Ak Bugha, oficial de l'amir Shaikh Muhammad Ait Kutmur) va poder pujar per un lloc sense ser vist i va obrir camí; llavors l'atac fou general i finalment la fortalesa fou conquerida i la guarnició tirada des de dalt de la muntanya fins baix. Saadat fou fet presoner per Muhammad Azad i portat a Timur que el va fer matar. A la fortalesa fou trobat el sultà Zain al-Abidin, que havia estat cegat i retingut allí, fou portat davant de Timur que li va donar una vesta i li va prometre venjar-se de Shah Mansur. Les dones de la fortalesa que havien estat apressades foren alliberades per ordre de Timur; aquest va nomenar governador a Malik Muhammad Aubahi.
El dia 2 d'abril Timur va fer nit a Nawbanjan. Ak Bugha, el primer que havia escalat Kala Sefid, va rebre diverses gràcies de Timur (diners, dones, cavalls, camells, mules, tendes...); aquest oficial era molt humil i només disposava d'un cavall i es va trobar de sobte amb moltes coses de les que no sabia ni que fer. El dia 3 Timur va continuar el camí cap al congost de Shib Bawwan, acampant després a Tirmerdan. El dia 4 va continuar cap a Jaragiane on va fer nit i el 5 va arribar a Juyum, i va preguntar per Shah Mansur i tothom li va dir que segurament havia fugit.
Efectivament quan Shah Mansur va saber la caiguda de Kala Safid va fugir atacat pel pànic cap al pont de Fasa on va trobar alguns refugiats als que va preguntar què deia la gent de Siraz i li van respondre que es reien d'ell perquè, amb tota la seva arrogància, havia "fugit com una cabra". En sentir-ho, va tenir vergonya i el seu destí el va impulsar-lo a retrocedir i oposar-se a Tamerlà (que mentre, ja havia arribat a Siraz) amb només un petit exèrcit de 3000 homes, la majoria nòmades. El lloc on es va combatre s'anomenava Patila.
Quan Timur el va veure preparat per a la batalla, va confiar l'ala dreta del seu exèrcit a Pir Muhammad, l'esquerra al príncep Muhammad Sultan i el centre al seu fill el príncep Xah Rukh. Davant l'atac de Timur les ales dreta i esquerra de Shah Mansur van fugir però ell i el centre van aguantar ferms i van lluitar amb desesperació i valentia de manera que va costar a les tropes de Timur poder-se obrir pas; els guàrdies de corps de Shah Mansur van caure i va quedar finalment sol, ferit a tres llocs del coll i la cara. No fou reconegut, i tots els presoners foren portats cap a la ciutat. però un dels soldats de Timur el va fer caure del cavall i, al caure a terra, el casc li va marxar del cap, i potser pensant que havia estat reconegut, va cridar: "Soc jo a qui busqueu: doneu-me un glop d'aigua i porteu-me viu a Timur". Els soldats però no van fer cas a la seva petició i el van matar al lloc i després el van portar a Timur. La majoria dels seus oficials també van ser assassinats o presos; Fars va quedar dominat i Timur va enviar les proclames de la gran victòria obtinguda a través del territori de tot el seu immens imperi. El relat de Yazdi es diferent en diversos detalls; el principal es que diu que Shah Mansur va atacar directament a Timur i li va descarregar dos cops d'espasa, però no el va poder ferir; després Shah Mansur fou mort en el combat per Xah Rukh en persona.